# Emilian Dobrescu
Emilian Dobrescu (Bucarest, 22 maggio 1933) è un economista e compositore di scacchi rumeno.
Studiò all'Università statale di Mosca dal 1951 al 1956 e si laureò in economia all'Università di Bucarest nel 1963. Autore di oltre 100 articoli accademici e libri, è uno degli economisti più in vista della Romania. Ha collaborato con diverse università degli Stati Uniti, tra cui la Stanford University. È membro dal 1990 della «Accademia Rumena», l'istituzione culturale più prestigiosa della Romania.
Dal 1950 ha pubblicato oltre 400 studi di scacchi, alcuni dei quali assieme al connazionale Virgil Nestorescu. Ha ottenuto ben 67 primi premi in concorsi di composizione. Dal 1989 è Grande Maestro della composizione.
Nel seguente studio il bianco riesce ad ottenere la patta grazie all'impiego di due temi problemistici Plachutta.
|   | a | b | c | d | e | f | g | h |   |
| 8 | e8 re del nero · c7 re del bianco · e7 pedone del bianco · h7 pedone del nero · a6 pedone del bianco · c5 pedone del nero · g5 pedone del bianco · f4 cavallo del bianco · h4 alfiere del bianco · a3 alfiere del nero · e3 pedone del bianco · b2 pedone del nero · h2 pedone del nero · d1 cavallo del nero | e8 re del nero · c7 re del bianco · e7 pedone del bianco · h7 pedone del nero · a6 pedone del bianco · c5 pedone del nero · g5 pedone del bianco · f4 cavallo del bianco · h4 alfiere del bianco · a3 alfiere del nero · e3 pedone del bianco · b2 pedone del nero · h2 pedone del nero · d1 cavallo del nero | e8 re del nero · c7 re del bianco · e7 pedone del bianco · h7 pedone del nero · a6 pedone del bianco · c5 pedone del nero · g5 pedone del bianco · f4 cavallo del bianco · h4 alfiere del bianco · a3 alfiere del nero · e3 pedone del bianco · b2 pedone del nero · h2 pedone del nero · d1 cavallo del nero | e8 re del nero · c7 re del bianco · e7 pedone del bianco · h7 pedone del nero · a6 pedone del bianco · c5 pedone del nero · g5 pedone del bianco · f4 cavallo del bianco · h4 alfiere del bianco · a3 alfiere del nero · e3 pedone del bianco · b2 pedone del nero · h2 pedone del nero · d1 cavallo del nero | e8 re del nero · c7 re del bianco · e7 pedone del bianco · h7 pedone del nero · a6 pedone del bianco · c5 pedone del nero · g5 pedone del bianco · f4 cavallo del bianco · h4 alfiere del bianco · a3 alfiere del nero · e3 pedone del bianco · b2 pedone del nero · h2 pedone del nero · d1 cavallo del nero | e8 re del nero · c7 re del bianco · e7 pedone del bianco · h7 pedone del nero · a6 pedone del bianco · c5 pedone del nero · g5 pedone del bianco · f4 cavallo del bianco · h4 alfiere del bianco · a3 alfiere del nero · e3 pedone del bianco · b2 pedone del nero · h2 pedone del nero · d1 cavallo del nero | e8 re del nero · c7 re del bianco · e7 pedone del bianco · h7 pedone del nero · a6 pedone del bianco · c5 pedone del nero · g5 pedone del bianco · f4 cavallo del bianco · h4 alfiere del bianco · a3 alfiere del nero · e3 pedone del bianco · b2 pedone del nero · h2 pedone del nero · d1 cavallo del nero | e8 re del nero · c7 re del bianco · e7 pedone del bianco · h7 pedone del nero · a6 pedone del bianco · c5 pedone del nero · g5 pedone del bianco · f4 cavallo del bianco · h4 alfiere del bianco · a3 alfiere del nero · e3 pedone del bianco · b2 pedone del nero · h2 pedone del nero · d1 cavallo del nero | 8 |
| 7 | e8 re del nero · c7 re del bianco · e7 pedone del bianco · h7 pedone del nero · a6 pedone del bianco · c5 pedone del nero · g5 pedone del bianco · f4 cavallo del bianco · h4 alfiere del bianco · a3 alfiere del nero · e3 pedone del bianco · b2 pedone del nero · h2 pedone del nero · d1 cavallo del nero | e8 re del nero · c7 re del bianco · e7 pedone del bianco · h7 pedone del nero · a6 pedone del bianco · c5 pedone del nero · g5 pedone del bianco · f4 cavallo del bianco · h4 alfiere del bianco · a3 alfiere del nero · e3 pedone del bianco · b2 pedone del nero · h2 pedone del nero · d1 cavallo del nero | e8 re del nero · c7 re del bianco · e7 pedone del bianco · h7 pedone del nero · a6 pedone del bianco · c5 pedone del nero · g5 pedone del bianco · f4 cavallo del bianco · h4 alfiere del bianco · a3 alfiere del nero · e3 pedone del bianco · b2 pedone del nero · h2 pedone del nero · d1 cavallo del nero | e8 re del nero · c7 re del bianco · e7 pedone del bianco · h7 pedone del nero · a6 pedone del bianco · c5 pedone del nero · g5 pedone del bianco · f4 cavallo del bianco · h4 alfiere del bianco · a3 alfiere del nero · e3 pedone del bianco · b2 pedone del nero · h2 pedone del nero · d1 cavallo del nero | e8 re del nero · c7 re del bianco · e7 pedone del bianco · h7 pedone del nero · a6 pedone del bianco · c5 pedone del nero · g5 pedone del bianco · f4 cavallo del bianco · h4 alfiere del bianco · a3 alfiere del nero · e3 pedone del bianco · b2 pedone del nero · h2 pedone del nero · d1 cavallo del nero | e8 re del nero · c7 re del bianco · e7 pedone del bianco · h7 pedone del nero · a6 pedone del bianco · c5 pedone del nero · g5 pedone del bianco · f4 cavallo del bianco · h4 alfiere del bianco · a3 alfiere del nero · e3 pedone del bianco · b2 pedone del nero · h2 pedone del nero · d1 cavallo del nero | e8 re del nero · c7 re del bianco · e7 pedone del bianco · h7 pedone del nero · a6 pedone del bianco · c5 pedone del nero · g5 pedone del bianco · f4 cavallo del bianco · h4 alfiere del bianco · a3 alfiere del nero · e3 pedone del bianco · b2 pedone del nero · h2 pedone del nero · d1 cavallo del nero | e8 re del nero · c7 re del bianco · e7 pedone del bianco · h7 pedone del nero · a6 pedone del bianco · c5 pedone del nero · g5 pedone del bianco · f4 cavallo del bianco · h4 alfiere del bianco · a3 alfiere del nero · e3 pedone del bianco · b2 pedone del nero · h2 pedone del nero · d1 cavallo del nero | 7 |
| 6 | e8 re del nero · c7 re del bianco · e7 pedone del bianco · h7 pedone del nero · a6 pedone del bianco · c5 pedone del nero · g5 pedone del bianco · f4 cavallo del bianco · h4 alfiere del bianco · a3 alfiere del nero · e3 pedone del bianco · b2 pedone del nero · h2 pedone del nero · d1 cavallo del nero | e8 re del nero · c7 re del bianco · e7 pedone del bianco · h7 pedone del nero · a6 pedone del bianco · c5 pedone del nero · g5 pedone del bianco · f4 cavallo del bianco · h4 alfiere del bianco · a3 alfiere del nero · e3 pedone del bianco · b2 pedone del nero · h2 pedone del nero · d1 cavallo del nero | e8 re del nero · c7 re del bianco · e7 pedone del bianco · h7 pedone del nero · a6 pedone del bianco · c5 pedone del nero · g5 pedone del bianco · f4 cavallo del bianco · h4 alfiere del bianco · a3 alfiere del nero · e3 pedone del bianco · b2 pedone del nero · h2 pedone del nero · d1 cavallo del nero | e8 re del nero · c7 re del bianco · e7 pedone del bianco · h7 pedone del nero · a6 pedone del bianco · c5 pedone del nero · g5 pedone del bianco · f4 cavallo del bianco · h4 alfiere del bianco · a3 alfiere del nero · e3 pedone del bianco · b2 pedone del nero · h2 pedone del nero · d1 cavallo del nero | e8 re del nero · c7 re del bianco · e7 pedone del bianco · h7 pedone del nero · a6 pedone del bianco · c5 pedone del nero · g5 pedone del bianco · f4 cavallo del bianco · h4 alfiere del bianco · a3 alfiere del nero · e3 pedone del bianco · b2 pedone del nero · h2 pedone del nero · d1 cavallo del nero | e8 re del nero · c7 re del bianco · e7 pedone del bianco · h7 pedone del nero · a6 pedone del bianco · c5 pedone del nero · g5 pedone del bianco · f4 cavallo del bianco · h4 alfiere del bianco · a3 alfiere del nero · e3 pedone del bianco · b2 pedone del nero · h2 pedone del nero · d1 cavallo del nero | e8 re del nero · c7 re del bianco · e7 pedone del bianco · h7 pedone del nero · a6 pedone del bianco · c5 pedone del nero · g5 pedone del bianco · f4 cavallo del bianco · h4 alfiere del bianco · a3 alfiere del nero · e3 pedone del bianco · b2 pedone del nero · h2 pedone del nero · d1 cavallo del nero | e8 re del nero · c7 re del bianco · e7 pedone del bianco · h7 pedone del nero · a6 pedone del bianco · c5 pedone del nero · g5 pedone del bianco · f4 cavallo del bianco · h4 alfiere del bianco · a3 alfiere del nero · e3 pedone del bianco · b2 pedone del nero · h2 pedone del nero · d1 cavallo del nero | 6 |
| 5 | e8 re del nero · c7 re del bianco · e7 pedone del bianco · h7 pedone del nero · a6 pedone del bianco · c5 pedone del nero · g5 pedone del bianco · f4 cavallo del bianco · h4 alfiere del bianco · a3 alfiere del nero · e3 pedone del bianco · b2 pedone del nero · h2 pedone del nero · d1 cavallo del nero | e8 re del nero · c7 re del bianco · e7 pedone del bianco · h7 pedone del nero · a6 pedone del bianco · c5 pedone del nero · g5 pedone del bianco · f4 cavallo del bianco · h4 alfiere del bianco · a3 alfiere del nero · e3 pedone del bianco · b2 pedone del nero · h2 pedone del nero · d1 cavallo del nero | e8 re del nero · c7 re del bianco · e7 pedone del bianco · h7 pedone del nero · a6 pedone del bianco · c5 pedone del nero · g5 pedone del bianco · f4 cavallo del bianco · h4 alfiere del bianco · a3 alfiere del nero · e3 pedone del bianco · b2 pedone del nero · h2 pedone del nero · d1 cavallo del nero | e8 re del nero · c7 re del bianco · e7 pedone del bianco · h7 pedone del nero · a6 pedone del bianco · c5 pedone del nero · g5 pedone del bianco · f4 cavallo del bianco · h4 alfiere del bianco · a3 alfiere del nero · e3 pedone del bianco · b2 pedone del nero · h2 pedone del nero · d1 cavallo del nero | e8 re del nero · c7 re del bianco · e7 pedone del bianco · h7 pedone del nero · a6 pedone del bianco · c5 pedone del nero · g5 pedone del bianco · f4 cavallo del bianco · h4 alfiere del bianco · a3 alfiere del nero · e3 pedone del bianco · b2 pedone del nero · h2 pedone del nero · d1 cavallo del nero | e8 re del nero · c7 re del bianco · e7 pedone del bianco · h7 pedone del nero · a6 pedone del bianco · c5 pedone del nero · g5 pedone del bianco · f4 cavallo del bianco · h4 alfiere del bianco · a3 alfiere del nero · e3 pedone del bianco · b2 pedone del nero · h2 pedone del nero · d1 cavallo del nero | e8 re del nero · c7 re del bianco · e7 pedone del bianco · h7 pedone del nero · a6 pedone del bianco · c5 pedone del nero · g5 pedone del bianco · f4 cavallo del bianco · h4 alfiere del bianco · a3 alfiere del nero · e3 pedone del bianco · b2 pedone del nero · h2 pedone del nero · d1 cavallo del nero | e8 re del nero · c7 re del bianco · e7 pedone del bianco · h7 pedone del nero · a6 pedone del bianco · c5 pedone del nero · g5 pedone del bianco · f4 cavallo del bianco · h4 alfiere del bianco · a3 alfiere del nero · e3 pedone del bianco · b2 pedone del nero · h2 pedone del nero · d1 cavallo del nero | 5 |
| 4 | e8 re del nero · c7 re del bianco · e7 pedone del bianco · h7 pedone del nero · a6 pedone del bianco · c5 pedone del nero · g5 pedone del bianco · f4 cavallo del bianco · h4 alfiere del bianco · a3 alfiere del nero · e3 pedone del bianco · b2 pedone del nero · h2 pedone del nero · d1 cavallo del nero | e8 re del nero · c7 re del bianco · e7 pedone del bianco · h7 pedone del nero · a6 pedone del bianco · c5 pedone del nero · g5 pedone del bianco · f4 cavallo del bianco · h4 alfiere del bianco · a3 alfiere del nero · e3 pedone del bianco · b2 pedone del nero · h2 pedone del nero · d1 cavallo del nero | e8 re del nero · c7 re del bianco · e7 pedone del bianco · h7 pedone del nero · a6 pedone del bianco · c5 pedone del nero · g5 pedone del bianco · f4 cavallo del bianco · h4 alfiere del bianco · a3 alfiere del nero · e3 pedone del bianco · b2 pedone del nero · h2 pedone del nero · d1 cavallo del nero | e8 re del nero · c7 re del bianco · e7 pedone del bianco · h7 pedone del nero · a6 pedone del bianco · c5 pedone del nero · g5 pedone del bianco · f4 cavallo del bianco · h4 alfiere del bianco · a3 alfiere del nero · e3 pedone del bianco · b2 pedone del nero · h2 pedone del nero · d1 cavallo del nero | e8 re del nero · c7 re del bianco · e7 pedone del bianco · h7 pedone del nero · a6 pedone del bianco · c5 pedone del nero · g5 pedone del bianco · f4 cavallo del bianco · h4 alfiere del bianco · a3 alfiere del nero · e3 pedone del bianco · b2 pedone del nero · h2 pedone del nero · d1 cavallo del nero | e8 re del nero · c7 re del bianco · e7 pedone del bianco · h7 pedone del nero · a6 pedone del bianco · c5 pedone del nero · g5 pedone del bianco · f4 cavallo del bianco · h4 alfiere del bianco · a3 alfiere del nero · e3 pedone del bianco · b2 pedone del nero · h2 pedone del nero · d1 cavallo del nero | e8 re del nero · c7 re del bianco · e7 pedone del bianco · h7 pedone del nero · a6 pedone del bianco · c5 pedone del nero · g5 pedone del bianco · f4 cavallo del bianco · h4 alfiere del bianco · a3 alfiere del nero · e3 pedone del bianco · b2 pedone del nero · h2 pedone del nero · d1 cavallo del nero | e8 re del nero · c7 re del bianco · e7 pedone del bianco · h7 pedone del nero · a6 pedone del bianco · c5 pedone del nero · g5 pedone del bianco · f4 cavallo del bianco · h4 alfiere del bianco · a3 alfiere del nero · e3 pedone del bianco · b2 pedone del nero · h2 pedone del nero · d1 cavallo del nero | 4 |
| 3 | e8 re del nero · c7 re del bianco · e7 pedone del bianco · h7 pedone del nero · a6 pedone del bianco · c5 pedone del nero · g5 pedone del bianco · f4 cavallo del bianco · h4 alfiere del bianco · a3 alfiere del nero · e3 pedone del bianco · b2 pedone del nero · h2 pedone del nero · d1 cavallo del nero | e8 re del nero · c7 re del bianco · e7 pedone del bianco · h7 pedone del nero · a6 pedone del bianco · c5 pedone del nero · g5 pedone del bianco · f4 cavallo del bianco · h4 alfiere del bianco · a3 alfiere del nero · e3 pedone del bianco · b2 pedone del nero · h2 pedone del nero · d1 cavallo del nero | e8 re del nero · c7 re del bianco · e7 pedone del bianco · h7 pedone del nero · a6 pedone del bianco · c5 pedone del nero · g5 pedone del bianco · f4 cavallo del bianco · h4 alfiere del bianco · a3 alfiere del nero · e3 pedone del bianco · b2 pedone del nero · h2 pedone del nero · d1 cavallo del nero | e8 re del nero · c7 re del bianco · e7 pedone del bianco · h7 pedone del nero · a6 pedone del bianco · c5 pedone del nero · g5 pedone del bianco · f4 cavallo del bianco · h4 alfiere del bianco · a3 alfiere del nero · e3 pedone del bianco · b2 pedone del nero · h2 pedone del nero · d1 cavallo del nero | e8 re del nero · c7 re del bianco · e7 pedone del bianco · h7 pedone del nero · a6 pedone del bianco · c5 pedone del nero · g5 pedone del bianco · f4 cavallo del bianco · h4 alfiere del bianco · a3 alfiere del nero · e3 pedone del bianco · b2 pedone del nero · h2 pedone del nero · d1 cavallo del nero | e8 re del nero · c7 re del bianco · e7 pedone del bianco · h7 pedone del nero · a6 pedone del bianco · c5 pedone del nero · g5 pedone del bianco · f4 cavallo del bianco · h4 alfiere del bianco · a3 alfiere del nero · e3 pedone del bianco · b2 pedone del nero · h2 pedone del nero · d1 cavallo del nero | e8 re del nero · c7 re del bianco · e7 pedone del bianco · h7 pedone del nero · a6 pedone del bianco · c5 pedone del nero · g5 pedone del bianco · f4 cavallo del bianco · h4 alfiere del bianco · a3 alfiere del nero · e3 pedone del bianco · b2 pedone del nero · h2 pedone del nero · d1 cavallo del nero | e8 re del nero · c7 re del bianco · e7 pedone del bianco · h7 pedone del nero · a6 pedone del bianco · c5 pedone del nero · g5 pedone del bianco · f4 cavallo del bianco · h4 alfiere del bianco · a3 alfiere del nero · e3 pedone del bianco · b2 pedone del nero · h2 pedone del nero · d1 cavallo del nero | 3 |
| 2 | e8 re del nero · c7 re del bianco · e7 pedone del bianco · h7 pedone del nero · a6 pedone del bianco · c5 pedone del nero · g5 pedone del bianco · f4 cavallo del bianco · h4 alfiere del bianco · a3 alfiere del nero · e3 pedone del bianco · b2 pedone del nero · h2 pedone del nero · d1 cavallo del nero | e8 re del nero · c7 re del bianco · e7 pedone del bianco · h7 pedone del nero · a6 pedone del bianco · c5 pedone del nero · g5 pedone del bianco · f4 cavallo del bianco · h4 alfiere del bianco · a3 alfiere del nero · e3 pedone del bianco · b2 pedone del nero · h2 pedone del nero · d1 cavallo del nero | e8 re del nero · c7 re del bianco · e7 pedone del bianco · h7 pedone del nero · a6 pedone del bianco · c5 pedone del nero · g5 pedone del bianco · f4 cavallo del bianco · h4 alfiere del bianco · a3 alfiere del nero · e3 pedone del bianco · b2 pedone del nero · h2 pedone del nero · d1 cavallo del nero | e8 re del nero · c7 re del bianco · e7 pedone del bianco · h7 pedone del nero · a6 pedone del bianco · c5 pedone del nero · g5 pedone del bianco · f4 cavallo del bianco · h4 alfiere del bianco · a3 alfiere del nero · e3 pedone del bianco · b2 pedone del nero · h2 pedone del nero · d1 cavallo del nero | e8 re del nero · c7 re del bianco · e7 pedone del bianco · h7 pedone del nero · a6 pedone del bianco · c5 pedone del nero · g5 pedone del bianco · f4 cavallo del bianco · h4 alfiere del bianco · a3 alfiere del nero · e3 pedone del bianco · b2 pedone del nero · h2 pedone del nero · d1 cavallo del nero | e8 re del nero · c7 re del bianco · e7 pedone del bianco · h7 pedone del nero · a6 pedone del bianco · c5 pedone del nero · g5 pedone del bianco · f4 cavallo del bianco · h4 alfiere del bianco · a3 alfiere del nero · e3 pedone del bianco · b2 pedone del nero · h2 pedone del nero · d1 cavallo del nero | e8 re del nero · c7 re del bianco · e7 pedone del bianco · h7 pedone del nero · a6 pedone del bianco · c5 pedone del nero · g5 pedone del bianco · f4 cavallo del bianco · h4 alfiere del bianco · a3 alfiere del nero · e3 pedone del bianco · b2 pedone del nero · h2 pedone del nero · d1 cavallo del nero | e8 re del nero · c7 re del bianco · e7 pedone del bianco · h7 pedone del nero · a6 pedone del bianco · c5 pedone del nero · g5 pedone del bianco · f4 cavallo del bianco · h4 alfiere del bianco · a3 alfiere del nero · e3 pedone del bianco · b2 pedone del nero · h2 pedone del nero · d1 cavallo del nero | 2 |
| 1 | e8 re del nero · c7 re del bianco · e7 pedone del bianco · h7 pedone del nero · a6 pedone del bianco · c5 pedone del nero · g5 pedone del bianco · f4 cavallo del bianco · h4 alfiere del bianco · a3 alfiere del nero · e3 pedone del bianco · b2 pedone del nero · h2 pedone del nero · d1 cavallo del nero | e8 re del nero · c7 re del bianco · e7 pedone del bianco · h7 pedone del nero · a6 pedone del bianco · c5 pedone del nero · g5 pedone del bianco · f4 cavallo del bianco · h4 alfiere del bianco · a3 alfiere del nero · e3 pedone del bianco · b2 pedone del nero · h2 pedone del nero · d1 cavallo del nero | e8 re del nero · c7 re del bianco · e7 pedone del bianco · h7 pedone del nero · a6 pedone del bianco · c5 pedone del nero · g5 pedone del bianco · f4 cavallo del bianco · h4 alfiere del bianco · a3 alfiere del nero · e3 pedone del bianco · b2 pedone del nero · h2 pedone del nero · d1 cavallo del nero | e8 re del nero · c7 re del bianco · e7 pedone del bianco · h7 pedone del nero · a6 pedone del bianco · c5 pedone del nero · g5 pedone del bianco · f4 cavallo del bianco · h4 alfiere del bianco · a3 alfiere del nero · e3 pedone del bianco · b2 pedone del nero · h2 pedone del nero · d1 cavallo del nero | e8 re del nero · c7 re del bianco · e7 pedone del bianco · h7 pedone del nero · a6 pedone del bianco · c5 pedone del nero · g5 pedone del bianco · f4 cavallo del bianco · h4 alfiere del bianco · a3 alfiere del nero · e3 pedone del bianco · b2 pedone del nero · h2 pedone del nero · d1 cavallo del nero | e8 re del nero · c7 re del bianco · e7 pedone del bianco · h7 pedone del nero · a6 pedone del bianco · c5 pedone del nero · g5 pedone del bianco · f4 cavallo del bianco · h4 alfiere del bianco · a3 alfiere del nero · e3 pedone del bianco · b2 pedone del nero · h2 pedone del nero · d1 cavallo del nero | e8 re del nero · c7 re del bianco · e7 pedone del bianco · h7 pedone del nero · a6 pedone del bianco · c5 pedone del nero · g5 pedone del bianco · f4 cavallo del bianco · h4 alfiere del bianco · a3 alfiere del nero · e3 pedone del bianco · b2 pedone del nero · h2 pedone del nero · d1 cavallo del nero | e8 re del nero · c7 re del bianco · e7 pedone del bianco · h7 pedone del nero · a6 pedone del bianco · c5 pedone del nero · g5 pedone del bianco · f4 cavallo del bianco · h4 alfiere del bianco · a3 alfiere del nero · e3 pedone del bianco · b2 pedone del nero · h2 pedone del nero · d1 cavallo del nero | 1 |
|   | a | b | c | d | e | f | g | h |   |

Soluzione:
1. g6!  b1=D
2. g7  Da2
3. a7  h1=D
4. Cd5!  il  primo Plachutta.  4. ...Dh2+
5. Cf4  Dh1
6. Cd5  Dh2+
7. Cf4  Dg1
8. Cg2  Dh2+
9. Cf4  Dh1
10. Cg2!  il secondo Plachutta.  10. ...Dh2+
11. Cf4  Da2
12. Cd5  patta per ripetizione di mosse.
Dobrescu ha pubblicato diversi libri sugli studi di scacchi, tra cui:
- Compoziţia şahistă în România (con V. Nestorescu), Editura Stadion, Bucarest 1973
- Studii de şah, Editura Sport-Turism, Bucarest 1984
- Chess Study Composition, ARVES, Amsterdam 1999